# 莫策耶尼鄉
45°6′N 25°25′E / 45.100°N 25.417°E
莫策耶尼鄉（羅馬尼亞語：Comuna Moțăieni, Dâmbovița），是羅馬尼亞的鄉份，位於該國南部，由登博維察縣負責管轄，處於布加勒斯特西北面90公里，每年平均降雨量1,163毫米，海拔高度470米，2007年人口2,247。